# Ć
Ć, ć (c — акут) — одна з графем розширеної латинки.

## Використання
Найширше використовується в польській мові, де позначає м'який (палаталізований) приголосний /t͡ɕ/. У сучасній мові найчастіше з'являється в кінці слів.
У 19 столітті літера перейшла до південнослов'янських мов. Є п'ятою літерою в польській, лужицькій, хорватській, та боснійській абетках, а також у латинізованих абетках сербської, македонської та чорногорської мов (деякі форми). У білоруській латинці і різних варіантах української латинки відповідає кириличному буквосполученню ЦЬ.
Сербська кирилична абетка використовує Ћ як еквівалент Ć. В македонській мові частковим еквівалентом є Ќ. Інші мови, що також використовують кирилицю, найчастіше передають Ć буквосполученням ЧЬ.

## Кодування
| Графема | Юнікод | LaTeX |
| ------- | ------ | ----- |
| Ć       | U+0106 | \'{C} |
| ć       | U+0107 | \'{c} |